# Guillermo Segurado
Guillermo Segurado (Rosario, Santa Fe; 2 de octubre de 1946 – 10 de junio de 2024) fue un remero argentino que fue campeón panamericano y con dos apariciones en los Juegos Olímpicos.

## Carrera

### Juegos Olímpicos
Tuvo dos apariciones en los Juegos Olímpicos, la primera de ellas fue en México 1968 donde participó en la modalidad de 4 con timonel teniendo como compañeros a Hugo Aberastegui, José María Robledo y Juan Carlos Gómez y a Rolando Locatelli como timonel donde alcanzarían las semifinales por repechaje y terminaron en octavo lugar entre 13 equipos.
Su segunda aparición se dio en Múnich 1972 pero en esa ocasión participó en la modalidad de equipos de 8 junto a Juan Carlos Estol, Ignacio Ruiz, Héctor Biassini, Ricardo José Rodríguez, Alfredo Martín Oscar de Dios y Hugo Aberastegui, con quienes avanzó directamente a las semifinales donde finalizaron en el puesto 11 entre 15 equipos.

### Juegos Panamericanos
Participaría en dos ocasiones, la primera de ellas fue en la edición de Winnipeg 1967 donde ganó la medalla de plata en la modalidad de equipos de 8, y en la edición de Cali 1971 ganaría la medalla de oro en la modalidad de equipos de 8 junto a Alberto Demiddi, Hugo Aberastegui, Ricardo José Rodríguez, Alfredo Martín, Alejo del Cano, Oscar de Dios, Ignacio Cruz y Raúl Mazerati.